# كلاوديو برموديز
كلاوديو برموديز (بالإسبانية: Claudio Bermúdez)‏ هو مغني مكسيكي، ولد في 31 ديسمبر 1972 في مدينة مكسيكو في المكسيك.

## وصلات خارجية
- كلاوديو برموديز على موقع ميوزك برينز (الإنجليزية)
- كلاوديو برموديز على موقع ديسكوغز (الإنجليزية)